# Anna Politkovskaïa
Anna Stepanovna Politkovskaïa (en russe : Анна Степановна Политковская), née Mazepa (Мазепа) le 30 août 1958 à New York (États-Unis), et morte assassinée le 7 octobre 2006 à Moscou (Russie), est une journaliste russo-américaine et une militante des droits de l'homme connue pour son opposition à la politique du président russe Vladimir Poutine, sa couverture du conflit tchétchène et ses critiques virulentes envers les autorités prorusses de Tchétchénie, notamment son chef Ramzan Kadyrov.

## Biographie
Née à New York, elle est fille de diplomates. Son père, Stepan Mazepa, travaillait à la mission de la république socialiste soviétique d'Ukraine auprès de l'ONU. Après des études de journalisme à la faculté de journalisme de l'université d'État de Moscou qu'elle termine en 1980, elle commence sa carrière au journal Izvestia. À partir de juin 1999, elle écrit des articles pour le journal en ligne Novaïa Gazeta.
En 2001, elle se réfugie plusieurs mois en Autriche après avoir reçu des menaces par courriers électroniques. Les messages affirment qu'un officier de police, Sergueï Lapine, qu'elle accuse de commettre des atrocités contre des civils, a l'intention de se venger. Sergueï Lapine avait été interpellé en 2002 à propos de ces accusations, mais les charges contre lui avaient été abandonnées l'année suivante. Celles-ci sont reprises en 2005 et Sergueï Lapine est condamné à une peine de onze années d'emprisonnement.
Anna Politkovskaïa est détenue plusieurs jours en février 2001 par les forces russes en Tchétchénie dans la région de Chatoï (sud de la Tchétchénie) pour avoir « enfreint les règlements en vigueur pour les journalistes », alors qu'elle effectue une enquête sur un centre de détention de l'armée. Elle dit avoir été menacée de viol et de mort, et qu’on s’en prendra à ses enfants, fait remarquer la Fondation internationale des femmes œuvrant dans les médias (International Women's Media Foundation, IWMF). Elle reçoit en 2002 le prix Courage en journalisme de l’IWMF. Elle s'engage dans de nombreuses affaires, notamment en défendant les victimes de la guerre en Tchétchénie.
Elle participe aux négociations lors de la prise d'otages du théâtre Doubrovka en 2002 à Moscou. Lors de la prise d'otages de l'école n°1 de Beslan en 2004, Anna Politkovskaïa est empoisonnée, probablement en buvant un thé, dans l'avion qui l'amène à Rostov-sur-le-Don, sur la route de Beslan pour participer aux négociations avec les preneurs d'otages. Elle tombe gravement malade et ne participe donc pas à ces négociations. La nature du poison n'a jamais été déterminée, les analyses de sang ayant été détruites « par mégarde ». La journaliste considère avoir été victime des services spéciaux, qui voulaient à tout prix l'empêcher de se rendre à Beslan.
Son dernier ouvrage Douloureuse Russie, est paru en septembre 2006 aux éditions Buchet-Chastel. Dans ce livre, véritable réquisitoire contre la politique de Vladimir Poutine en Russie aujourd'hui, la journaliste prédit que si une révolution éclate en Russie, elle ne sera ni orange, ni de velours, mais rouge comme le sang.
Elle a été plusieurs fois primée pour ses enquêtes, notamment en 2002 par le Pen Club International, et en 2003 au Danemark, où elle a reçu le prix du journalisme et de la démocratie, décerné par l'OSCE. En 2004, Anna Politkovskaïa avait reçu le prix Olof-Palme pour les droits de l'Homme et en Espagne le prix international de journalisme Manuel-Vázquez-Montalbán. Elle avait partagé ce prix avec ses compatriotes Lioudmila Alexeïeva et Sergueï Kovalev. Le prix Olof-Palme, doté de 50 000 dollars, avait récompensé par le passé Amnesty International.
Anna Politkovskaïa restera synonyme des années Poutine et des guerres de Tchétchénie. Elle aura sans relâche dénoncé les dérives du pouvoir russe. Elle était connue pour sa couverture critique des campagnes du pouvoir russe en Tchétchénie. Ironie du sort - Politkovskaïa a été assassinée le 7 octobre, le jour de l'anniversaire de Vladimir Poutine (né le 7 octobre 1952).
Née à New York de parents diplomates soviétiques, Anna Politkovskaïa possédait également la nationalité américaine.

## Assassinat
Anna Politkovskaïa est assassinée le 7 octobre 2006 à Moscou, le jour de l'anniversaire de Vladimir Poutine. Son corps a été découvert dans la cage d'escalier, devant l'ascenseur de son immeuble, dans le centre de Moscou, rue Lesnaïa, a expliqué à l'Associated Press l'officier de permanence au commissariat central de la capitale russe. Un pistolet Makarov 9 mm — une arme couramment utilisée par les forces de l'ordre — et quatre douilles sont retrouvés à ses côtés. Ces informations sont relevées par Interfax, Associated Press, Reuters, puis AFP.
Anna Politkovskaïa, mère de deux enfants (une fille, Vera, et un garçon, Ilia), avait dénoncé à plusieurs reprises les violations des droits de l'Homme par les forces fédérales en Tchétchénie, ainsi que la milice de Ramzan Kadyrov. Elle dénonçait également la dégradation des libertés publiques et la corruption dans l’ensemble de la Russie.
Selon l'agence de presse Interfax, c'est une voisine qui a découvert son corps dans l'ascenseur de son immeuble le samedi 7 octobre à 17 h 10. Le tueur avait le code de la porte d'entrée et connaissait les habitudes de la journaliste qui était écoutée et suivie par le FSB. Depuis plusieurs jours, il la suivait avec des complices. Ils ont été filmés par deux caméras de surveillance.
Anna Politkovskaïa repose au cimetière Troïekourovskoïe de Moscou.
À la date de sa mort, Anna Politkovskaïa est la 21e journaliste assassinée en Russie depuis l'élection de Vladimir Poutine en 2000, selon Reporters sans frontières,.

### Réactions du Kremlin
Vladimir Poutine ne réagit que le 10 octobre à l'occasion d'un voyage officiel en Allemagne, il déclare que « quel que soit l'auteur du crime et ses motivations, nous devons déclarer que c'est un crime horrible et cruel. Bien sûr, il ne doit pas rester impuni ». Par ailleurs, il estime que cet assassinat est plus préjudiciable aux autorités établies à Moscou et en Tchétchénie que les publications de Politkovskaïa, car leur influence sur l'opinion russe est selon lui « insignifiante ».
En visite à Helsinki le 24 novembre 2006, Vladimir Poutine appelle à conjuguer les efforts dans la lutte contre les meurtres commandités, au lieu de les politiser.
Sergueï Iastrjembski, représentant spécial du président russe, qualifie de « coïncidence inquiétante » les décès d'opposants au régime russe en place avec la tenue de forums internationaux où le président de la fédération de Russie participe. Il déclare notamment : « Un nombre manifestement excessif de coïncidences de morts retentissantes de personnes qui, de leur vivant, se sont positionnées en opposants au pouvoir russe en place, avec les manifestations internationales auxquelles participe le président de la fédération de Russie est pour le moins inquiétant ».
Sergueï Iastrjembski, conseiller du président Vladimir Poutine, dit ne pas être partisan de ce qu'il appelle la théorie des complots. Il ajoute : « Quoi qu'il en soit, on a bien l'impression d'être en présence d'une campagne bien orchestrée ou même de tout un plan de dénigrement continu de la Russie et de sa direction ».

### Autres réactions officielles
- Sean McCormack, porte-parole du département d'État des États-Unis : « Les États-Unis sont choqués et profondément attristés par la nouvelle du meurtre brutal de la journaliste russe indépendante, Anna Politkovskaïa, une journaliste d'investigation, infatigable et hautement respectée, ayant travaillé sous la pression constante de menaces de mort. Les États-Unis demandent de toute urgence au gouvernement russe de mener une enquête immédiate et exhaustive afin de retrouver, poursuivre et juger tous les responsables de ce meurtre haineux. » (Déclaration, 7 octobre 2006)
- Alou Alkhanov, le président tchétchène : « Bien que notre approche sur les événements en Tchétchénie fût complètement différente, Anna Politkovskaïa n'était pas indifférente au sort du peuple tchétchène. Mes collègues et moi regrettons sincèrement ce qui est arrivé et transmettons nos condoléances à sa famille et ses amis. Une enquête doit être ouverte et tous ceux qui sont derrière doivent être punis. On ne doit pas tuer les journalistes[14]. »
- Thomas Hammarberg, commissaire aux droits de l'homme du Conseil de l'Europe : « Ce meurtre est le signal d'une crise majeure concernant la liberté d'expression et la sécurité des journalistes en Russie[15]. » Les autorités russes ne sont jamais parvenues à enquêter sur des « tentatives de meurtre » visant Anna Politkovskaïa et des « menaces » d'attenter à sa vie, regrette le commissaire. « Maintenant, elles n'ont plus d'excuses pour enquêter en profondeur sur les circonstances de sa mort et de punir ceux qui ont commis ce crime déplorable. » Se déclarant « triste et en colère », il salue en Anna Politkovskaïa « un des plus importants défenseurs des droits de l'homme dans la Russie d'aujourd'hui ». « Si tout le monde ne partageait pas ses analyses, personne ne remettait en cause son professionnalisme, son courage et son engagement personnel pour faire la vérité sur des questions politiques controversées. Sa mort est une grande perte pour la Russie et pour la cause des droits de l'homme[16]. » (Communiqué, 8 octobre 2006).
- Terry Davis, secrétaire général du Conseil de l'Europe : « Je suis très inquiet quant aux circonstances dans lesquelles cette journaliste d'un courage et d'une détermination exceptionnels a perdu la vie ». « Ses reportages ont permis à la population russe, mais aussi au monde entier d'avoir un regard indépendant sur le sort des gens ordinaires piégés dans le conflit en Tchétchénie » et « nous perdons une voix forte, de celles qui sont nécessaires dans toute démocratie authentique. » Terry Davis considère comme étant « essentiel que les circonstances de son décès soient rapidement éclaircies et de façon convaincante[17] (Communiqué, 8 octobre 2006). »
- En France, le ministre des affaires étrangères Philippe Douste-Blazy a fait part de sa « vive émotion » et de sa « profonde tristesse ». « La brutalité même de ce crime horrible bouleverse tous ceux qui sont attachés à la liberté de la presse », souligne le ministre dans un communiqué. « Nous souhaitons que les autorités russes mettent en œuvre au plus vite tous les moyens nécessaires pour faire la lumière sur cet assassinat et identifier les coupables », a ajouté le ministre des Affaires étrangères pour qui « ce crime ne peut rester impuni[18] ». Lors du Grand Jury RTL-Le Figaro-LCI, Dominique de Villepin a fait part de sa « très profonde émotion », en rendant hommage à « une femme remarquable, une grande journaliste ». « Le combat qu'elle menait pour cette liberté d'informer était un combat essentiel », a-t-il souligné.
- Lundi 9 octobre 2006, le président de la République française, Jacques Chirac, se disant profondément ému et choqué par l'assassinat de Madame Anna Politkovskaïa, a demandé à l'ambassadeur de France en Russie, M. Jean Cadet, de remettre le lendemain en son nom un message de condoléances et de solidarité à ses enfants. Il souhaite que toute la lumière soit faite sur ce crime odieux qui porte gravement atteinte à la liberté de la presse. Mais l'ambassadeur ne s'est pas déplacé pour les obsèques, se contentant de s'y faire représenter (Le Figaro du 11 octobre 2006).
- Le Parlement européen observe une minute de silence à l’ouverture de sa session plénière le 11 octobre à Strasbourg. Le président de l'assemblée Josep Borrell, demande aux autorités russes « de trouver les auteurs et la cause de ce décès »[19]. Mais, soutenu principalement par le groupe socialiste, et dans une moindre mesure par le groupe PPE-DE, il refuse de mettre à l’ordre du jour, en dernière minute, une résolution sur la situation des droits de l’homme en Russie comme le demandait notamment le groupe des Verts.
- l'Assemblée parlementaire du Conseil de l'Europe a adopté, le 25 janvier 2007 à Strasbourg,la Résolution 1535 (2007) sur les menaces contre la vie et la liberté d’expression des journalistes.
- Mikhaïl Gorbatchev, ancien président d'Union soviétique, qualifie l'assassinat d'Anna Politkovskaïa de « coup contre toute la presse démocratique et indépendante[20]. »

### Dans la presse
- Reporters sans frontières : « Nous sommes abasourdis par cette nouvelle tragique, qui est annoncée le jour même de l'inauguration à Bayeux, par l'organisation, du Mémorial des reporters, bâti pour rendre hommage aux journalistes tués dans le monde depuis 1944. Les meurtres de nos confrères (...) doivent faire réaliser à la communauté internationale à quel point il est urgent d'agir pour assurer la protection des reporters. »
- « Il est temps aujourd'hui de passer des mots aux actes pour que les incidents macabres que nous avons connus aujourd'hui ne puissent plus se reproduire. C'était l'une des rares journalistes indépendantes en Russie et elle s'était fait un nom. Elle voyageait souvent en Tchétchénie et avait publié un livre », a déclaré à Paris Jean-François Julliard, de Reporters sans frontières (RSF).
- « À chaque fois que la question se posait de savoir s'il y avait un journaliste honnête en Russie, le premier nom qui venait à l'esprit était pratiquement toujours celui de Politkovskaïa », selon Oleg Panfilov, directeur du Centre pour le journalisme dans des situations extrêmes, qui lui rendait hommage, lui aussi basé à Moscou. Selon lui, elle avait reçu des menaces à plusieurs reprises et des inconnus avaient tenté il y a plusieurs mois de pénétrer dans la voiture que sa fille Vera conduisait.
- Vitali Tretiakov, rédacteur en chef du journal Novost : « Il est évident que la première version qui vienne à l'esprit est celle d'un meurtre lié à ses activités professionnelles. »
- « Aujourd'hui, nous ne savons pas qui l'a tuée », écrit l'équipe de Novaïa Gazeta sur son site Web, en avançant tout de même deux scénarios. « C'était soit une vengeance de Ramzan Kadyrov, dont elle a beaucoup parlé et écrit, ou de ceux qui voulaient que le soupçon tombe sur lui », écrit le bi-hebdomadaire. L'hebdomadaire en ligne a par ailleurs déclaré qu'il publierait certaines de ses notes et de ses photographies.
- « Ce qui vient immédiatement à l'esprit, est qu'Anna avait beaucoup d'ennemis », notait Joel Simon, directeur exécutif du Comité pour la protection des journalistes (CPJ). « Anna était une héroïne pour beaucoup d'entre nous, et elle nous manquera », a-t-il ajouté. « Aucun de ces meurtres n'a fait l'objet d'une enquête correcte », ajoute Simon. « Nous savons que cela crée un environnement dans lequel ceux qui auraient voulu mener à bien ce meurtre pourraient avoir l'impression qu'il n'y aurait guère de conséquences. » Selon le CPJ[21], Anna Politkovskaïa est au moins la 13e journaliste victime d'un assassinat de ce type depuis l'arrivée au pouvoir du président Vladimir Poutine.
- Buchet-Chastel, éditeur d'Anna Politkovskaïa : « Elle dérangeait beaucoup de monde en Russie, surtout dans les hautes sphères, elle ne voulait pas d'une Russie bâtie sur le sang et le mensonge[22]. »
- Alexeï Venediktov, rédacteur en chef de la radio Écho de Moscou, a déclaré à l'agence Associated Press qu'Anna Politkovskaïa était « un reporter infiniment honnête (...) Chacun des faits (qu'elle relatait) était le fruit d'une enquête. C'était aussi une médiatrice et une militante des droits de l'Homme. On avait confiance en elle. Elle était unique. »
- Bernard-Henri Lévy, dans un texte publié le 12 octobre 2006, désigne le meurtre d'Anna Politkovskaïa comme «  une tragédie et un signe. » Une tragédie, parce qu’elle était « l’une des rares journalistes indépendantes de son pays » et « ce témoin des guerres tchétchènes, ce témoin vivant d’un esprit de dissidence redevenu, comme dans les années Brejnev, le cauchemar du régime » qui « manquera cruellement à la Russie et au monde. » Un signe, parce que sa mort suspecte s’ajoute à une longue liste d’autres meurtres de journalistes, "prouvant ainsi que la Russie ne s’est pas, ainsi qu’elle le prétend, « rouverte à la démocratie, aux droits de l’homme, à l’information, à la presse libre[23]. »
- Le 7 décembre 2006, l'Institut international de la presse (IPI), organisation principale de défense de la liberté de la presse selon l'UNESCO[24] déclarait Anna Politkovskaïa 51e héros de la liberté de la presse mondiale[25].
- Anna Politkovskaïa a reçu le prix frère et sœur Scholl en 2007 à titre posthume.
- Anna Politkovskaïa a donné son nom à la promotion 2007 de l'Institut d'études politiques de Strasbourg.

### Réactions des ONG
- Tatiana Lokchina, directrice de l'ONG Demos et auteur de nombreux rapports sur les violations des droits de l'Homme en Tchétchénie: « Elle a écrit tant de choses la mettant en danger, elle était devenue si célèbre ces dernières années, qu'il semblait qu'elle était intouchable. Elle ne disait pas se sentir menacée. Pour la Tchétchénie, c'est une grande tragédie, c'était une des dernières journalistes à couvrir la guerre, à rapporter avec constance les violations des droits de l'Homme. Elle critiquait beaucoup Kadyrov, elle était l'une des rares à se le permettre. »
- Amnesty International a exprimé sa « colère après le meurtre à Moscou d'Anna Politkovskaïa, visée en raison de son travail de journaliste[26]. »
- La Fédération internationale des droits de l'homme (FIDH), rappelle que la journaliste avait été « victime de représailles dans le cadre de son travail au cours de ces dernières années. Les autorités russes, doivent se conformer aux instruments internationaux et régionaux relatifs aux droits de l'Homme, afin de garantir en toutes circonstances les libertés d'expression et de la presse[27]. »

## Suites après sa mort

### Procédure judiciaire
Le procureur général de Russie, Iouri Tchaïka, supervise l'enquête sur ce meurtre, confiée au service des affaires particulièrement graves du Parquet général de Russie. Les enquêteurs privilégient l'hypothèse selon laquelle sa mort est liée à ses activités professionnelles. Le 9 octobre 2007 le procureur général Tchaïka a déclaré que l'« affaire Politkovskaïa » a été élucidée. Auparavant, il a annoncé l'arrestation de dix suspects dont les noms n'ont pas été divulgués. Le Parquet déclara cependant être en train de rechercher le commanditaire du meurtre.
L'enquête sur l'assassinat de la journaliste a été close en juin 2008 par la mise en examen de quatre suspects, dont trois originaires de Tchétchénie, les frères (Roustam, Djabraïl et Ibraguim) Makhmoudov, et un officier du FSB, Sergueï Khadjikourbanov. Seuls les exécutants ont été identifiés, aucun commanditaire n'a été retrouvé ni inculpé. Le principal exécutant de l'assassinat, identifié, demeure en fuite. En novembre 2008 s'est ouvert leur procès. Le 19 février 2009, le tribunal militaire de Moscou a acquitté les suspects.
En 2010, la Cour suprême russe a cassé le verdict d'acquittement et a renvoyé l'affaire au parquet. L'enquête a été rouverte avec les mêmes suspects. Roustam Makhmoudov a été reconnu coupable d’avoir abattu la journaliste dans le hall de son immeuble, et purge une peine à perpétuité. Sergueï Khadjikourbanov a été condamné à 20 ans de prison, mais gracié en 2023 et libéré pour avoir signé en 2022 un contrat pour participer à la guerre contre l'Ukraine.
Le 14 décembre 2012, l'ancien lieutenant-colonel Dmitri Pavlioutchenkov a été condamné à 11 ans de camp à régime sévère par un tribunal militaire de Moscou pour avoir organisé l'assassinat d'Anna Politkovskaïa. Il a reconnu l'avoir prise en filature, et avoir remis l'arme au tueur. Auparavant, le chef mafieux tchétchène Lom-Ali Gaïtoukaïev a été condamné pour avoir recruté son neveu Makhmoudov,. Il est mort en prison en 2017. Les commanditaires de l'assassinat restent inconnus, mais selon le journal Novaïa Gazeta, ils seraient des dignitaires tchétchènes liés au clan de l'actuel président Ramzan Kadyrov.
Le 17 juillet 2018, la Cour européenne des droits de l'homme, saisie par la famille d'Anna Politkovskaïa, a condamné la Russie sur différents points concernant l'enquête sur son assassinat. Par 5 voix contre 2 (celles des juges russe et slovaque), la CEDH a estimé qu'il y avait eu violation de l'article 2 de la Convention européenne des droits de l'homme, sur le droit à la vie. Bien que la Cour souligne que l'enquête a abouti à des condamnations, elle relève notamment que, dans un homicide de ce type, on ne peut toutefois pas considérer que l'enquête a été appropriée si aucun effort n'a été fait pour identifier le commanditaire du meurtre.

### Dernier article d'Anna Politkovskaïa
Le journal russe d'opposition Novaïa Gazeta a publié jeudi 12 octobre 2006 une ébauche du dernier article de la journaliste Anna Politkovskaïa, où elle accusait les forces tchétchènes de recourir à la torture contre des civils ou des rebelles. Le bi-hebdomadaire a publié à partir des notes laissées par la journaliste une pleine page sur la politique antiterroriste de torture dans le Caucase du Nord. L'article, intitulé « Nous te nommons terroriste », n'est pas complet, puisque Anna Politkovskaïa n'a jamais pu le finir, et reprend essentiellement la lettre d'un prisonnier tchétchène qui affirme que des hommes des forces de l'ordre lui ont soutiré des aveux de « terrorisme » après l'avoir longuement torturé. Le journal publie également quatre photos, floues, tirées d'une vidéo montrant un homme qui a été, selon Novaïa Gazeta, arrêté par des policiers tchétchènes, puis tué.
Après sa mort, son journal Novaïa Gazeta avait écrit qu'« il s'agissait d'une vengeance de Ramzan Kadyrov, sur lequel elle a beaucoup écrit et parlé, ou bien (d'une vengeance de la part) de ceux qui veulent que les soupçons se portent sur le Premier ministre tchétchène », Ramzan Kadyrov.
Ce dernier a déclaré mercredi 11 octobre 2006 qu'il n'avait pas commandité le meurtre de la journaliste, affirmant qu'elle ne le « dérangeait » pas. Le président russe Vladimir Poutine a également exclu toute implication du Premier ministre tchétchène dans l'assassinat.
Mme Politkovskaïa qui avait publié plusieurs articles à ce sujet entre 2002 et 2005 dans Novaïa Gazeta estimait que des officiers[Qui ?] pouvaient être impliqués dans le meurtre de « plusieurs dizaines de civils tchétchènes », ajoute le journal russe Kommersant[réf. nécessaire].
Le samedi 21 octobre 2006, la Secrétaire d'État américaine Condoleezza Rice a profité d'une visite à Moscou consacrée au dossier nord-coréen pour mettre l'accent sur les atteintes aux libertés en Russie en rencontrant la famille et les collègues de la journaliste assassinée Anna Politkovskaïa[réf. nécessaire].
Près de trois cents médias russes publient 26 octobre 2006 une édition spéciale consacrée à l'assassinat de leur collègue Anna Politkovskaïa. Tirée à 100 000 exemplaires et distribuée gratuitement dans toute la Russie, cette édition spéciale financée par l'Union des journalistes évoque sur 16 pages les enquêtes les plus retentissantes de Mme Politkovskaïa et son dernier texte non-publié sur la liberté de la presse (peut-être destiné à une tribune en Occident) qu'elle avait écrit avant d'être tuée. « Cette édition est un test sur la liberté d'expression », estime M. Goutiontov, notant cependant que les quotidiens les plus lus en Russie, Komsomolskaïa Pravda et Moskovski Komsomolets, ainsi que le journal d'opposition Kommersant « n'ont pas participé à cette action »[réf. nécessaire].

## Hommages

### Hommage au Parlement européen en 2022
Le 14 septembre 2022, lors du discours sur l'état de l'Union européenne au Parlement européen à Strasbourg, la présidente de la Commission européenne Ursula von der Leyen mentionne Anna Politkovskaïa dans le contexte de l'invasion de l'Ukraine par la Russie en février 2022. Les conséquences notamment pour l'Union européenne de cette guerre, comme la crise énergétique et des sanctions contre la Russie. Elle déclare : « Mesdames et Messieurs les députés, une des leçons de cette guerre est que nous aurions dû écouter ceux qui connaissent Poutine. Écouter Anna Politkovskaïa et tous les journalistes russes qui ont dénoncé les crimes et l'ont payé de leur vie. Écouter nos amis en Ukraine, en Moldavie, en Géorgie et l'opposition en Biélorussie. Nous aurions dû écouter les voix qui s'élevaient au sein de l'Union - en Pologne, dans les pays baltes et dans les pays d'Europe centrale et de l'Est. Cela fait des années qu'ils nous disent que Poutine ne s'arrêtera pas là. Et ils ont agi en conséquence »,.

### Hommages en France
Dans plusieurs villes de France, des rues sont nommées d'après la journaliste tuée. Des rues Anna Politkovskaïa existent à Toulouse, La Rochelle, Laval, La Roche-sur-Yon, Le Mans, Lyon (voie dénommée « rue Anna-Politkovskaïa » par délibération du Conseil municipal de lyonnais en date du 10 novembre 2022,) et Paris, une place à Montreuil et une aire de jeu au Havre.
En 2008, les élèves du Cycle international court d'administration publique de l'ENA (France) baptisent leur promotion « Anna Politkovskaïa ».
Cette nouvelle rue a été dénommée par délibération du Conseil municipal de Lyon le 10 novembre 2022,.

Lieux portant le nom d'Anna-Politkovskaïa
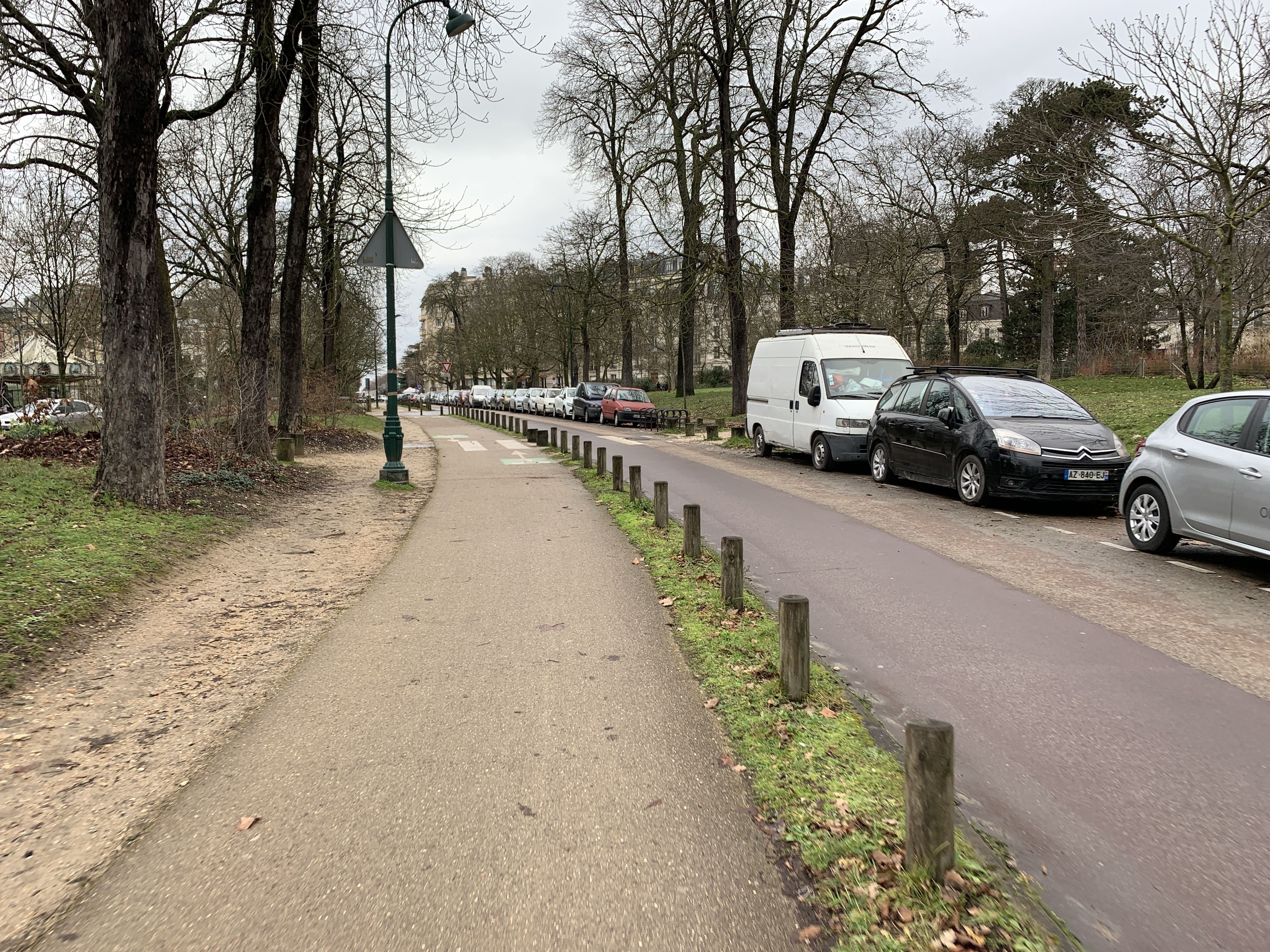
Avenue Anna Politkovskaïa, Paris XII.
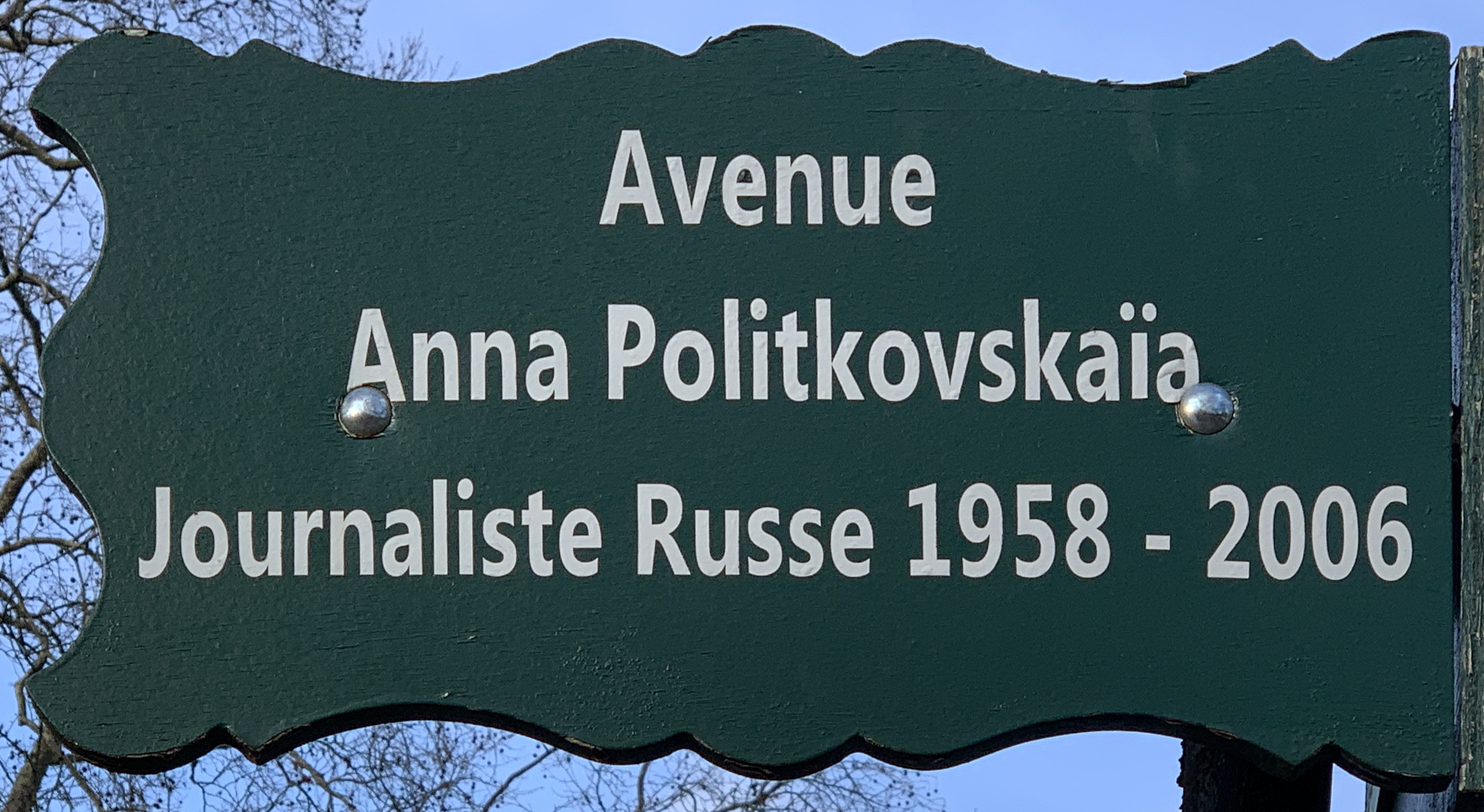
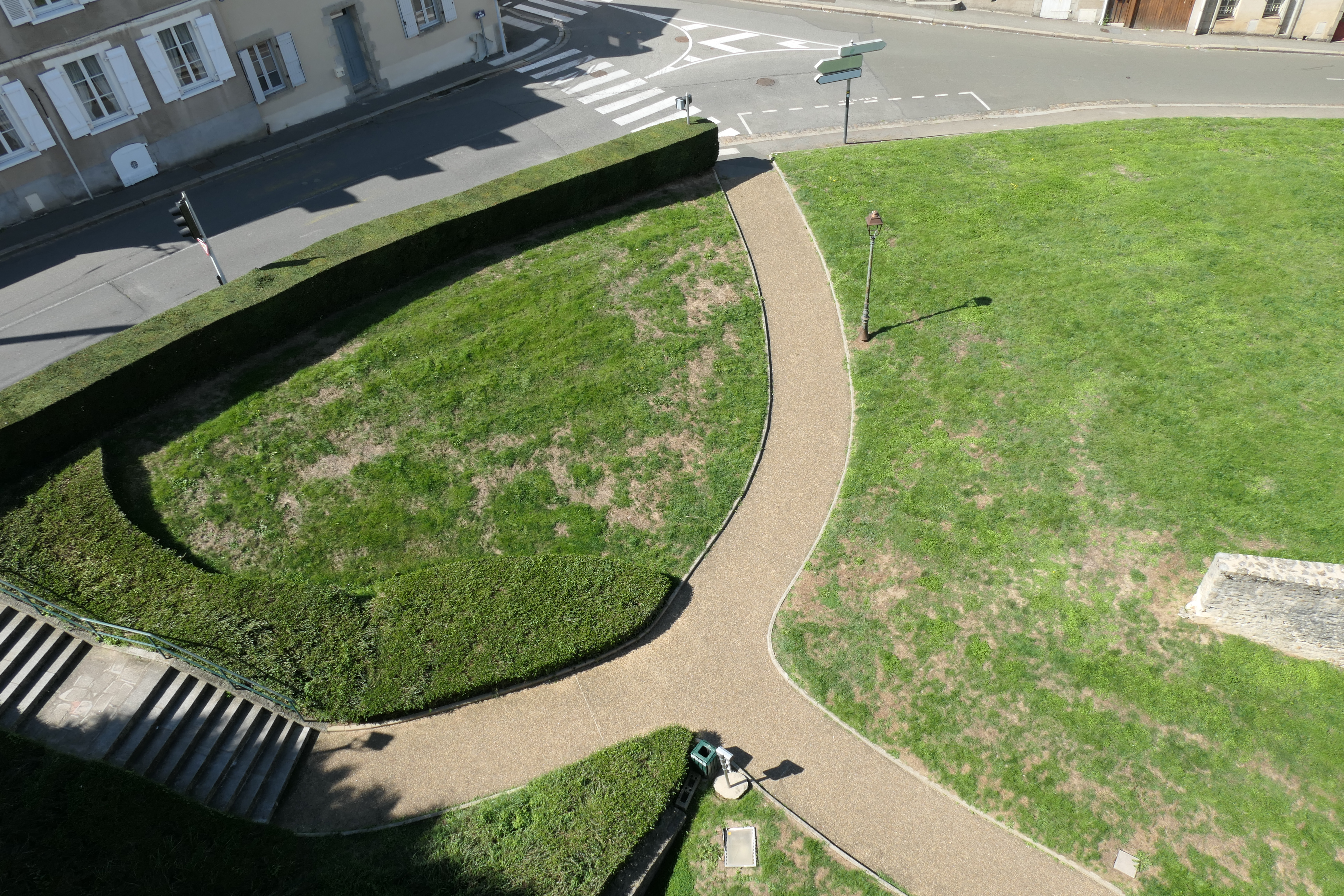
Promenade Anna Politkovskaïa, à Laval.
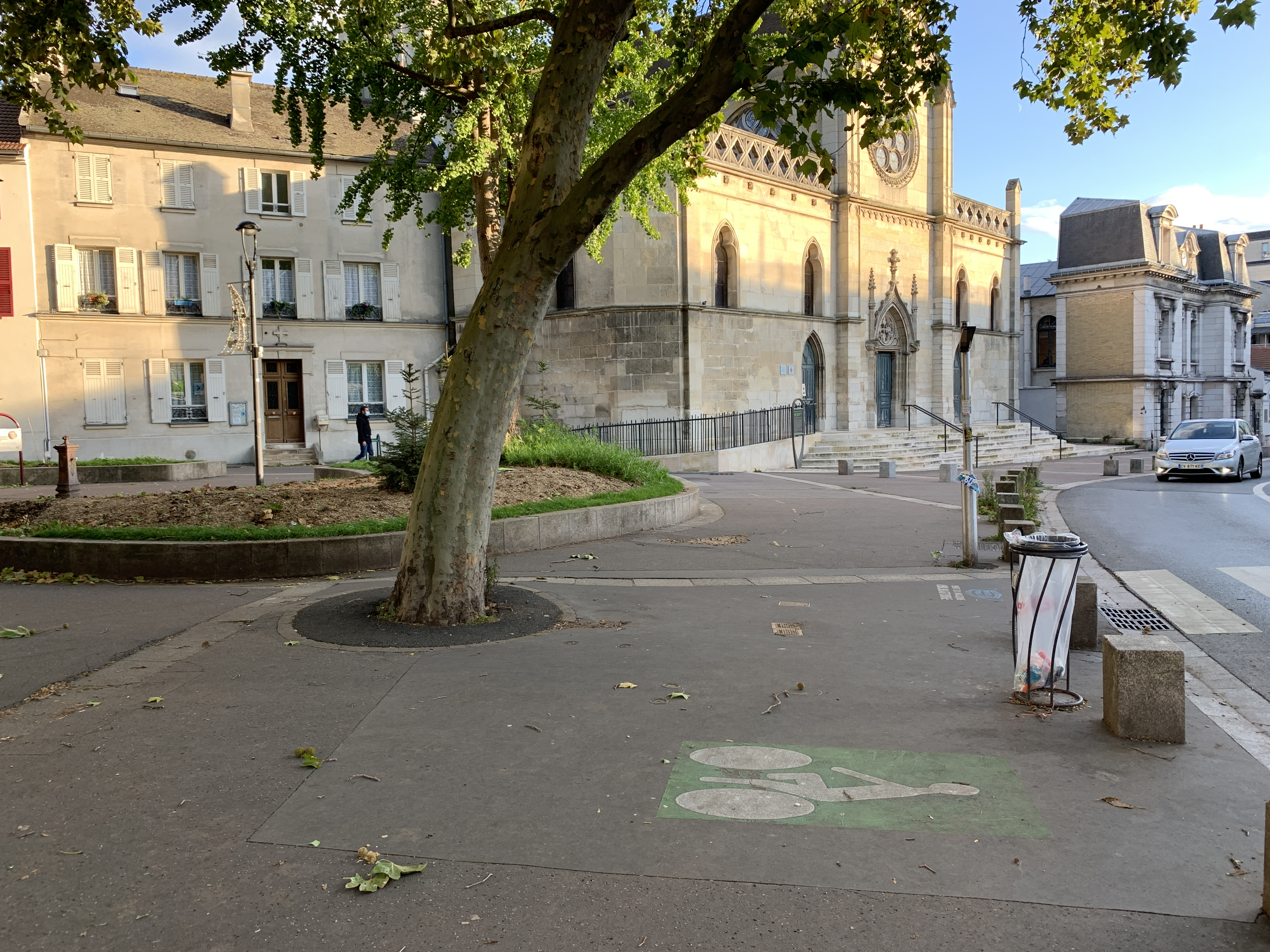
Place Anna Politkovskaïa, à Montreuil.
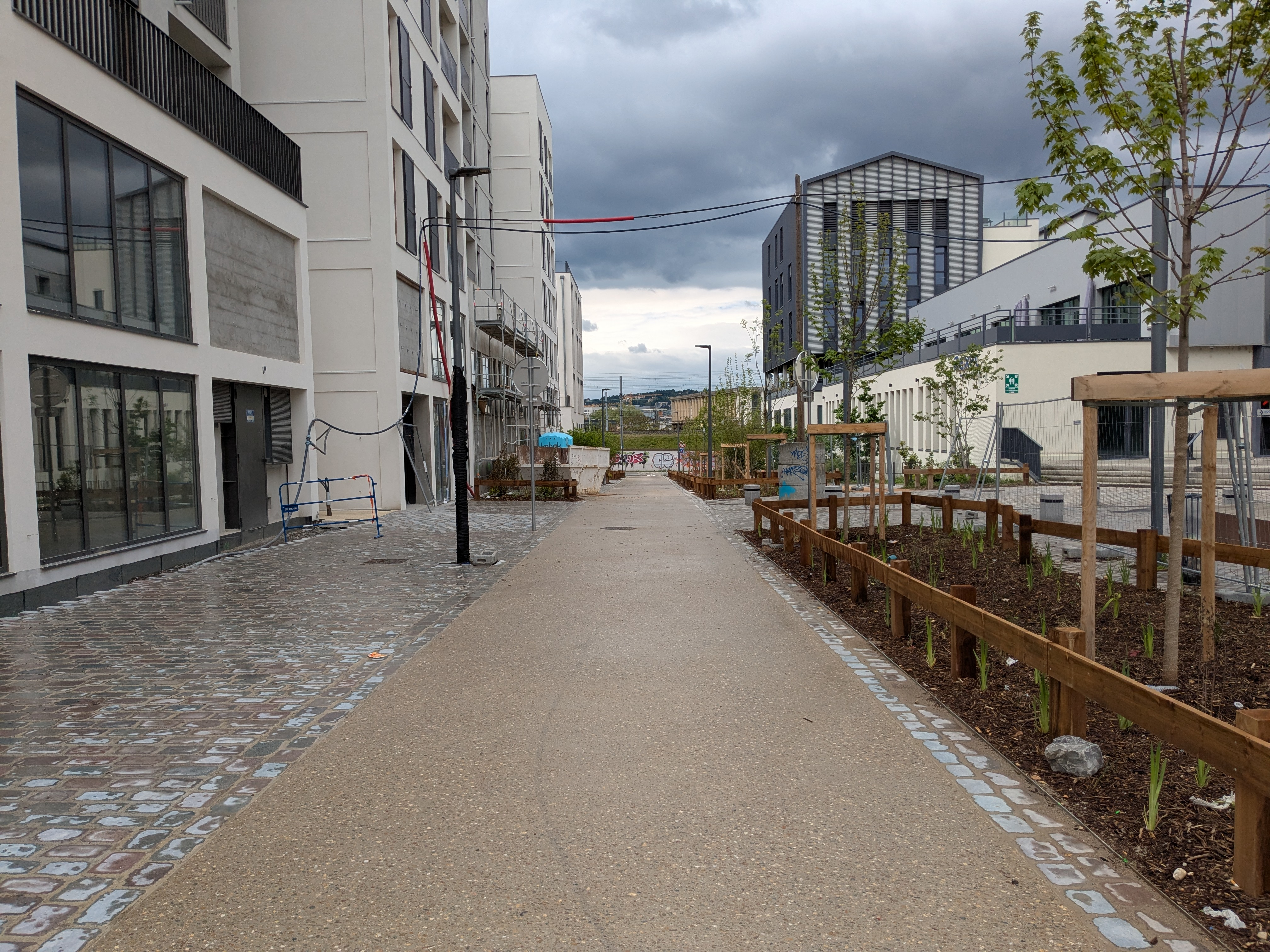
Rue Anna-Politkovskaïa, à Lyon.

Le 27 mai 2025, à l’occasion de la journée nationale de la Résistance, la ville de Béziers inaugure un buste de cette dernière,.

## Au cinéma
En 2025 sort le film Words of War, un biopic retraçant la vie de la journaliste, réalisé par James Strong (en). Anna Politkovskaïa y est interprétée par Maxine Peake.
Deux ans plus tôt, en mars 2023, la famille d'Anna Politkovskaïa critique le scénario du film, le jugeant éloigné de la réalité et « grossièrement imprécis » avec des « inexactitudes importantes ». Dans leur communiqué, le veuf d'Anna Politkovskaïa et ses deux enfants ajoutent qu'ils n'ont pas participé à la production ni donné aux producteurs l'autorisation d'utiliser leurs noms dans le film.

### Ouvrages d'Anna Politkovskaïa publiés en français
Les références indiquées sont celles des éditions en français.
- Voyage en enfer : Journal de Tchétchénie, trad. Galia Ackerman et Pierre Lorrain, Robert Laffont, mai 2000, 209 p.  (ISBN 2-221-09279-1)
- Tchétchénie, le déshonneur russe, trad. Galia Ackerman, préf. André Glucksmann, Buchet-Chastel, 2003, 185 p.  (ISBN 2-283-01938-9)rééd. Gallimard, coll. « Folio Documents » (no 24), 2005, 315 p.  (ISBN 2-07-030551-1)
- La Russie selon Poutine, trad. Valérie Dariot, Buchet-Chastel, 2005, 271 p.  (ISBN 2-283-02063-8)rééd. Gallimard, coll. « Folio Documents » (no 33), 2006, 374 p.  (ISBN 2-07-030992-4)
- Douloureuse Russie : Journal d'une femme en colère, trad. Natalia Rutkevich, sous la dir. de Galia Ackerman, Buchet-Chastel, septembre 2006, 420 p.  (ISBN 2-283-02100-6)rééd. Gallimard, coll. « Folio Documents » (no 44), 2008, 561 p.  (ISBN 978-2-07-034430-7)
- Qu'ai-je fait ?, trad. Ada et Galia Ackerman, Buchet-Chastel, 2008, 238 p.  (ISBN 978-2-283-02357-0)

### Ouvrages sur Anna Politkovskaïa
- Galia Ackerman, Nicolas Bokov, Elena Bonner, et al. (trad. de l'anglais par Sylvie Filkenstein et du russe par Galia Ackerman), Hommage à Anna Politkovskaïa, Paris, Buchet-Chastel, 2007, 244 p. (ISBN 978-2-283-02299-3, BNF 41142627)
- Stefano Massini (trad. de l'italien par Pietro Pizzuti), Femme non-rééducable : mémorandum théâtral sur Anna Politkovskaïa, Paris, L'Arche, 2010, 86 p. (ISBN 978-2-85181-738-9, BNF 42353663)
- Igort (trad. de l'italien par Laurent Lombard), Les Cahiers russes : la guerre oubliée du Caucase, Futuropolis avec le soutien d'Amnesty International, 2012, 176 p. (ISBN 978-2-7548-0757-9, BNF 42591217)
- Dominique Conil, Murielle Szac, Anna Politkovskaïa : "Non à la peur", Actes Sud Junior, 2016, 96 p. (ISBN 978-2-330-06332-0)
- Vera Politkovskaïa et Sara Giudice (trad. de l'italien par Marc Lesage), Une mère [« Una madre »], Paris, Fayard, coll. « Documents », 20 septembre 2023, 190 p. (ISBN 978-2-213-72608-3, OCLC 1402169525)
- Elena Favilli et Francesca Cavallo, , 2017, 212 p. (ISBN 978-2-35204-678-3), p. 6-7, lui consacre un portrait et une biographie

### Filmographie
- Une femme à abattre, téléfilm, 2008, 90 min, réal. Olivier Langlois, prod. Arte France, France 2, Raspail Production.
- Lettre à Anna
- Anna Politkovskaïa : Une vie pour la liberté, documentaire, 2011, 86 min, réal. Marina Goldovskaïa